# Christian Magdalus Jespersen (politiker)
 Der er flere personer med dette navn, se Christian Magdalus Jespersen (læge).
Christian Magdalus Jespersen (15. februar 1809 i Viborg – 18. november 1873 i København) var en dansk jurist og politiker.

## Karriere
C.M. Jespersen var søn af justitiarius Jesper Jespersen, og blev 1826 student fra sin fødebys skole og blev i 1830 juridisk kandidat. I 1834 blev han landsoverretsprokurator i Viborg og 1856 herredsfoged i Hatting Herred, indtil han i marts 1873 tog afsked.

## Politiker
Jespersen var 1842-48 medlem af den nørrejyske stænderforsamling og gjorde her ypperlig tjeneste ved sin arbejdsomhed og praktiske dygtighed, ligesom han udmærkede sig ved frisind og varm nationalfølelse. 1848 valgtes han til Den Grundlovgivende Rigsforsamling, blev medlem af grundlovsudvalget og var sammen med Peter Daniel Bruun stiller af det forslag til Rigsdagens sammensætning, som endelig vedtoges. Personlig foretrak han en lav valgretscensus (formue, der kræves som betingelse for valgret ell. valgbarhed til lovgivende forsamlinger – ODS) til Folketinget og en højere til Landstinget, men gik med til den nye ordning, idet han ligesom hans halvbroder Niels Frederik Jespersen lagde den største vægt på den indirekte valgmåde. I andre henseender ønskede han at gå langt videre end udkastet og udtalte sig både for suspensivt veto og for afskaffelse af adel, titel og rang.
I perioden 1861-66 var Jespersen folketingsmand og gjorde tjeneste i flere vigtige udvalg, bl.a. som ordfører for loven om overformynderiernes ordning. ligeledes var han 1861-63 medlem af Rigsrådet, valgt umiddelbart i Nørrejylland, og i 1864-66 af Rigsrådets Folketing, men havde i disse forsamlinger kun en underordnet rolle. Endelig var han i 1861-69 byrådsmedlem i Horsens og 1857-71 direktør for den derværende straffeanstalt. Da den nørrejyske købstadforening stiftedes 1854, tog han sæde i dens første bestyrelse. I 1859 fik han justitsråds og ved sin afgang i 1873 etatsråds titel. Han blev Ridder af Dannebrog 1862 og Dannebrogsmand 1864.

## Familie
Jespersen ægtede i 1838 Frederikke Vilhelmine Leopoldine Stockfleth (1817 – 1845), datter af oberst Hannibal Stockfleth (1774 – 1858), og i 1847 Christensine Elisabeth Margrethe Christopherine Frederikke Sehested (født 1818), datter af oberstløjtnant Holger Sehested (1766 – 1839).
Jespersen er begravet på Assistens Kirkegård.

## Gengivelser
Han er portrætteret på Emil Bærentzens litografi 1844 af de jyske stænderdeputerede efter L.A. Smiths tegning og på Constantin Hansens maleri af Den Grundlovgivende Rigsforsamling (1860—64, Frederiksborgmuseet). Et studie til sidstnævnte findes på Christiansborg.